# 브렌 브라운

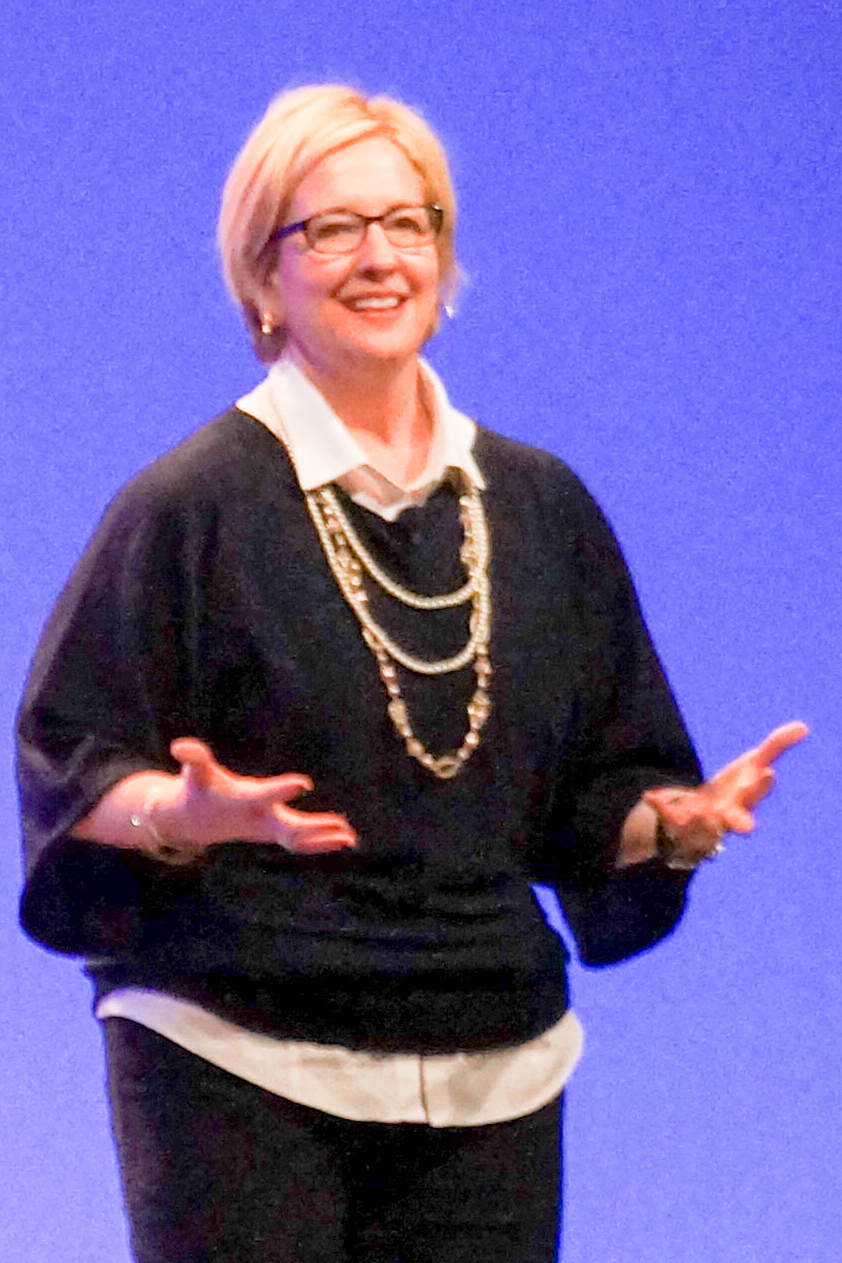

브러네이 브라운(Brené Brown, 영어 발음: /brəˈneɪ/)은 연구원이자 작가이며 또한 교수이다. 휴스턴 대학 사회복지대학원(the University of Houston Graduate College of Social Work.)에서 ‘전심전력’(wholeheartedness)을 연구했다. 더불어 ‘전심전력’을 행하는 데 방해나 도움이 되는 여러 감정, 예를 들어 부끄러움(shame), 용기(courage), 진실됨(authenticity), 약함(vulnerability)을 연구했다.

## 생애와 교육
브러네이 브라운은 휴스턴 대학 사회복지 대학원(the University of Houston Graduate College of Social Work)에서 지난 10년 부끄러움(shame), 용기(courage), 진실됨(authenticity), 그리고 약함(vulnerability)에 대한 연구를 했다. 10년 연구 중 첫 5년은 부끄러움(shame)과 동감(empathy)에 집중하다가 막바지에 ‘전심전력’(wholeheartedness)이라는 개념에 대한 총체적인 연구로 방향을 바꿨다. 현재 휴스턴에서 남편 스티브(Steve)와 두 아이 엘렌(Ellen), 찰리(Charlie)와 산다.

## 연구
‘전심전력’(wholeheartedness)은 다음과 같은 질문에 대한 대답에서 출발한다.
진실성과 자기 가치관에 바탕을 둔 삶을 영위하려면 어떻게 해야 하는가? 불완전함을 받아들이고 우리가 부족함 없는 존재, 사랑, 소속감, 기쁨을 누릴 자격이 있는 존재임을 깨닫는 데 필요한 용기, 동정, 유대감을 발달시키려면 어떻게 해야하는가?
사람들이 살아가는 과정에서 느끼는 부끄러움이나 불안감에 대한 연구로 시작하였다. 그 과정에서 수많은 사람들의 부끄러운 경험에 대한 이야기나 그것을 극복한 사례 등을 수집하게 된다. 수년간의 자료 수집과 분석 그리고 해석을 통해 결국 이 모든 부정적인 사람들의 감정에 대한 심도 깊은 연구의 방향을 찾게 된다. 사람들의 가장 기본적인 욕구인 남으로부터 사랑받는 것과 유대감 형성을 잘하는 이와 그렇지 못한 이의 근본적인 차이를 밝히는 것을 약 10년간의 연구의 마지막 도착점으로 삼는다. 잘하는 사람들을 하나로 묶는 공통적인 특징은 ‘전심전력’(wholeheartedness)의 실천이다. ‘전심전력’(wholeheartedness)이라는 개념은 브러네이 브라운이 처음 정의 내리고 다듬은 것으로 이를 위해 할 것과 해야 하지 말아야 할 것은 다음과 같다.
 해야 할 것: 쉬기(rest), 놀기(play), 믿기(trust), 신념(faith), 직관(intuition), 희망(hope), 진실됨(authenticity), 사랑(love), 유대감(belonging), 즐거움(joy), 감사(gratitude), 창의성(creativity) 하지 말아야 할 것: 완벽주의(perfection), 무감각(numb), 확실함(certainty), 지침(exhaustion), 자급자족(self-sufficiency), 가볍게 넘기기(being cool), 나를 끼워 맞춰가는 어울림(fitting in), 판단하기(judgment), 그리고 희소성(scarcity)

## 업적
브러네이 브라운은 2008년 휴스턴 알코올 및 마약 협의회의 행동 건강 상임학자로 임명되었다. 여러 교육자 상도 받고 뛰어난 대학 교육자 상(The College’s Outstanding Faculty Award)도 받았다. 저명한 연설가이기도 하며 PBS, NRP, 그리고 CNN같은 언론방송에 나왔고 TED.com에서는 두 번의 스피치를 했고, 동영상은 조회수가 매우 많다. <Self>나 <Elle>같은 잡지에 글을 싣기도 하였다. <Houston Women Magazine>은 “2009년에 가장 영향력 있는 50인의 여성” 중 한 명으로 선정했다.

## 출판
- <<나만 그렇다고 생각했다(하지만 그렇지 않았다): 완벽주의, 불충분, 힘의 진실에 관한 이야기>> (고담, 2007)
- <<온 마음을 다한: 무너지고, 성장하고, 기쁨을 찾는 영적 모험>> (헤이즐덴, 근간)
- <<불완전함의 선물>> (헤이즐덴, 2010)
- <<유대감>>
- <<마음가면>>
- <<진정한 나로 살아갈 용기>>

### 불완전함의 선물에 대해서
브러네이 브라운의 약 십년간의 연구의 산물이 있다면 그것은 사람이라면 모두 공통적으로 갖는, 그러나 여태까지 그 누구도 선뜻 나서서 연구하려고 해보지 않은, 부끄러움, 수치심, 불안함, 죄책감과 같은 감정들을 우리 모두가 더 잘 이해할 수 있도록 세상에 기여를 했다는 데에 있다. 2010년 사람들이 감정 기복에 현명하게 대처하고 앞으로 나아갈 수 있도록 돕고자 실천적인 내용과 일화를 담은 <<불완전함의 선물>>이라는 책을 출판하게 된다.
기본적으로 이 책에서 다음과 같은 이정표를 제시한다.
1. 진실성을 계발하라: ‘다른 사람들은 어떻게 생각할까?’에서 벗어나기
2. 자기동정을 계발하라: 완벽주의에서 벗어나기
3. 극복력을 계발하라: 감정 마비와 무력감에서 벗어나기
4. 감사와 기쁨을 계발하라: 어둠에 대한 두려움과 결핍감에서 벗어나기
5. 직감을 계발하고 믿음에 의지하라: 확실성에 대한 욕구에서 벗어나기
6. 창조성을 계발하라: 비교에서 벗어나기
7. 놀이와 휴식을 장려하라: 지위 상징으로서의 피로와 자부심을 위한 생산성에서 벗어나기
8. 차분함과 고요함을 계발하라: 생활습관이 된 불안에서 벗어나기
9. 의미 있는 일에 전념하라: 자기의심 및 “-해야 한다”에서 벗어나기
10. 웃음, 노래, 춤을 즐겨라: “항상 절제된” 멋진 모습에서 벗어나기